# 定州 (辽朝)
定州，辽朝时设置州。属于东京道。
统和九年（991年）辽国为了经略高丽，在今辽宁省丹东市九连城附近建立威寇城或者振化城，统和十三年（995年）升为定东军。开泰三年（1014年）辽圣宗讨伐高丽后取得鸭绿江以东之地，将定东军迁到江东，升为定州保宁军节度使。治所为定东县（今朝鲜民主主义人民共和国平安北道义州附近），和保州、宣州、怀化军合称辽国鸭绿江东的三州一军。天庆六年（1116年），高丽占领定州。

## 參见
- 定州市 (平安北道)